# DragonForce
A DragonForce egy 1999-ben alakult londoni power metal együttes. Vidám, pozitív stílusú zenét játszanak, a power, speed és dallamos metal jellemzőivel: nagyon gyors tempójú dalok, nagyon technikás gitárjáték, fantasy témájú dalszövegek és epikus dallamok, magas énekhang, néha kórus is megjelenik.
Az együttes zenéje számos rajongóval bír, főleg olyanokkal, akik élvezik az olykor eltúlzott és bevallottan mókás dalszövegeket. A DragonForce zenéjét nem kell halálosan komolyan venni, igazi célja a szórakoztatás. Zenéjük olyan fantasy-alapú dolgokra épül, mint például a Wonderboy in Monster World Sega Mega Drive-ra írt játék. Számaikat átszövik a Gyűrűk Ura film zenéjére emlékeztető epikus szimfonikus részek.

## Történet

### Kezdetek
Az együttes 1999-ben DragonHeart néven született meg, de a lehetséges jogviták miatt hamarosan DragonForce-ra változtatták a nevüket még azelőtt, hogy bármilyen hivatalos anyagot elkészítettek volna. Elkészült számaikat az MP3.com-on jelentették meg, ahol évekig a metállisták élmezőnyében szerepeltek (például a Valley of the Damned c. számuk pár hónap alatt félmillió letöltést ért el). Ennek ellenére, két tag: Steve Williams, és Steve Scott kilépett a zenekarból, hogy megalapítsák a Power Quest formációt. Első albumukat 2003-ban adták ki, Valley of the Damned címmel. Már ezen a lemezen hallatszik energikus, nagy gyors és technikás játékuk. Címadó dala mai napig gyakori eleme koncertjeiknek.

### Sonic Firestorm, és az Inhuman Rampage
Az első albumuk felvétele után tagcserék folytak le: basszusgitáron Adrian Lambert, dobokon Dave Mackintosh (ex-Bal-Sagoth) lett az új zenész. Dave előszeretettel ötvözte a klasszikus death metal dobtechnikát, a blast-beatet a hagyományos power metal dobolással, aminek eredményeként elkezdték a stílusukat "extrém power metal"-nak nevezni. 2004-ben már az új felállással vették fel új albumukat, a Sonic Firestorm-ot, amivel még népszerűbbek lettek. Ezt követte egy turné az Angra, és a Mendeed kíséretében.
2005-ben Adrian Lambert kilépett a zenekarból alig pár hónappal azelőtt, hogy szerződési ajánlatot kaptak a Roadrunner Recordstól. Már ennél a kiadónál jelent meg a harmadik lemezük, az Inhuman Rampage. Ezen a lemezen szerepelt az egyik legismertebb daluk, a "Through the Fire and Flames", amit a közönség a Guitar Hero játék legjobb számának ítélt. Adriant a lemezmegjelenést követő turnén a jelenlegi bőgős, Frédéric Leclercq váltotta.

### Ultra Beatdown, ZP Theart távozása
2008 őszén jelent meg a zenekar soron következő lemeze Ultra Beatdown címmel. Ebben az évben jelölték őket Grammy-díjra a "legjobb metal előadás" kategóriájában a "Heroes of Our Time" című dalukkal, amit azonban a Metallica nyert meg a My Apocalypse-szel. Népszerűségük fokozatosan nőtt, sokfelé turnéztak, együtt játszottak a Helloweennel, a W.A.S.P.-pal és az Iron Maidennel, az Angra-val, a Turisas-sal és sok más kiváló együttessel. Ezen albumuk bemutatására szervezett turné keretein belül Budapesten is felléptek.2010 márciusában az addigi énekes ZP Theart kilépett a zenekar soraiból, utódjául Marc Hudsont vették fel, 2011-ben. Vele készítették el új albumukat, a The Power Within-t, amely 2012-ben jelent meg. Legújabb korongjuk 2014. augusztus 18-án debütált, Maximum Overload néven, amely turnéja során 2015 januárjában az Epicával karöltve fognak koncertet adni Magyarországon.

### Reaching into Infinity
2017-ben megjelent az együttes hetedik stúdióalbuma, Reaching into Infinity címen. Az 'Ashes of the Dawn' című dal klipje 2017. május 15-én jelent meg, ám a klipben nem szerepelt a billentyűs Vadim Pruzhanov. Még 2016. elején Dave Mackintosh távozott az együttesből és helyét Gee Anzalone vette át.

## Tagjai
Jelenlegi felállás
- Marc Hudson – ének (2011-)
- Herman Li – gitár és vokál (1999-)
- Sam Totman – gitár és vokál (1999-)
- Gee Anzalonee – dob és vokál (2014-)
- Alicia Vigil - basszusgitár és vokál (2022-)

Korábbi tagok
- Didier Almouzni – dobok
- Vadim Pruzhanov – billentyűsök és vokál
- Frédéric Leclercq – basszusgitár és vokál
- Dave Mackintosh – dob és vokál
- Diccon Harper – basszusgitár
- ZP Theart – ének
- Steve Scott - basszusgitár
- Steve Williams - billentyűsök, vokál
- Matej Setinc - dobok
- Adrian Lambert - basszusgitár

## Diszkográfia
- Valley of the Damned (Demo) (2000)
- Valley of the Damned (2003)
- Sonic Firestorm (2004)
- Inhuman Rampage (2006)
- Ultra Beatdown (2008)
- Valley of the Damned Remastered (átdolgozás) (2010)
- The Power Within (2012)
- Maximum Overload (2014)
- In the Line of Fire (DVD) (2015)
- Reaching into Infinity (2017)
- Extreme Power Metal (2019)
- Warp Speed Warriors (2024)